# Sărăturile și Ocna Veche
Sărăturile i Ocna Veche conformen una àrea protegida d'interès nacional que correspon a la categoria IUCN IV (reserva natural mixta), situada al comtat de Cluj, al territori administratiu de Turda.

## Ubicació
L'espai natural es troba a la part sud-est del comtat de Cluj i la part nord-est de Turda, prop de la carretera comarcal (DJ161B) que uneix la ciutat amb Crairât, prop de la carretera nacional DN15 - Târgu Mureș - Cluj Napoca.

## Descripció
La reserva natural declarada espai protegit per la Llei núm. 5 de 6 de març de 2000 (d'aprovació del Pla nacional d'ordenació del territori - Secció III - espais protegits) i té una superfície de 10 hectàrees.

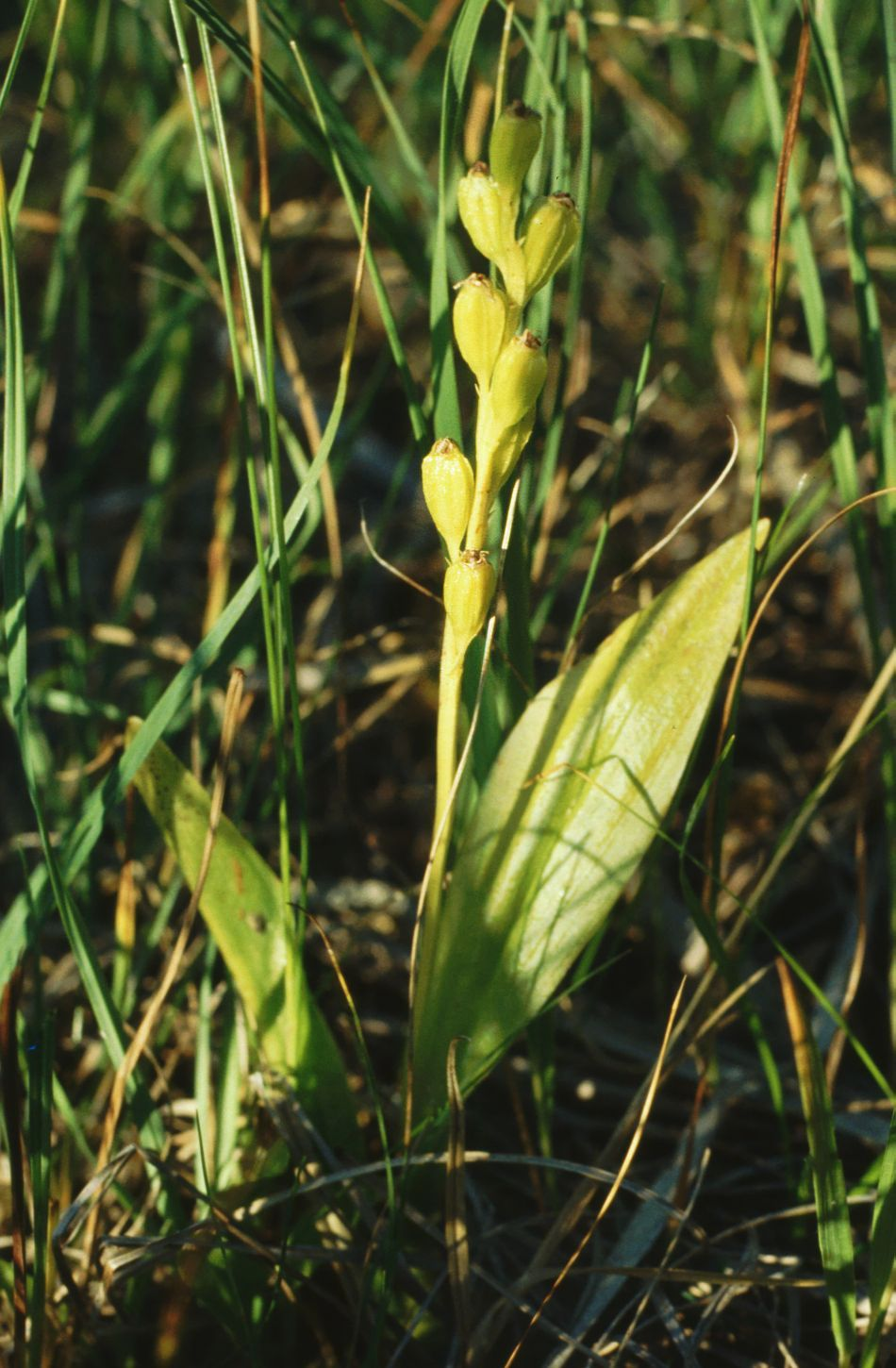
àvia

L'espai protegit (superposat al paratge Natura 2000 - Salinera d'Ocna Veche) és una zona humida (salines, salines) o menys humida (pastures i pallers) resultant de l'explotació salina (tant superficial com subterrània). Conserva dos hàbitats de tipus d'interès comunitari: la comunitat amb salicòrnies i altres espècies anuals que colonitzen sòls humits i sorrencs, i les praderies i pantans panònics i pontosarmàtics. A la zona de la reserva s'han desenvolupat associacions vegetals amb plantes halòfiles del gènere Salicornia (família Amaranthaceae; així com espècies de morrut (Liparis loeselii), Meesia longiseta i tonyina d'aleta groga (Serratula lycopifolia), espècie a la llista vermella de la UICN.

## Punts turístics
Als voltants del parc natural hi ha diversos objectius d'interès turístic (llocs de culte, monuments històrics, espais naturals), com segueix:

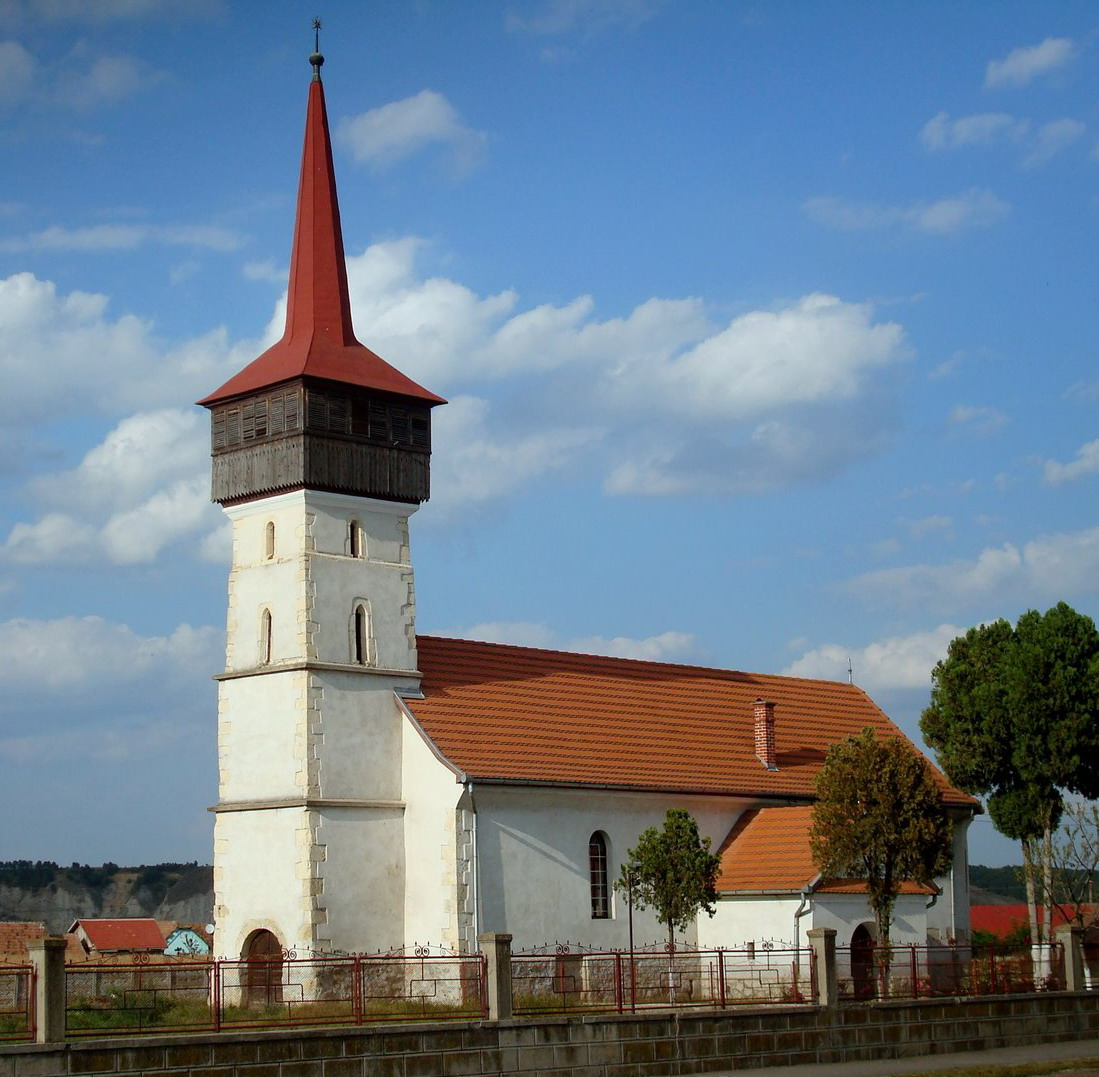
L'Església Reformada-Calvinista de Turda-Poiana

- Església catòlica romana "Santa Maria", construïda entre 1475 - 1504, monument històric
- Església franciscana de Turda dedicada a "Sant Ladislau Rei", construïda entre 1733 - 1737
- Església reformada-calvinista de Turda-Veche, construcció del segle XVII, monument històric
- Església reformada-calvinista de Turda-Nouă, construïda entre 1500 - 1504, monument històric
- L'església reformada-calvinista de Turda-Poiana, construïda al segle XV, monument històric
- Església Unitària construïda el 1792
- Reserva natural de Cheile Turzii